# Maori (Schiff, 1953)
Die Maori war ein 1953 in Dienst gestelltes Passagierschiff der neuseeländischen Union Steam Ship Company. Das ab 1965 auch als Fähre genutzte Schiff blieb bis 1972 in Fahrt und wurde 1974 nach Hongkong verkauft, ehe es noch im selben Jahr zum Abbruch nach Kaohsiung ging.

## Geschichte
Die Maori wurde unter der Baunummer 139 bei Vickers-Armstrongs in Newcastle upon Tyne gebaut und am 27. November 1952 vom Stapel gelassen. Nach der Ablieferung an die Union Steam Ship Company im Oktober 1953 und der Überführungsfahrt nach Neuseeland wurde das Schiff am 27. November 1953 zwischen Wellington und Lyttelton in Dienst gestellt.
Im April 1965 wurde die Maori zur Taikoo Dockyard & Engineering Company nach Hongkong geschleppt, um dort zu einer Passagierfähre umgebaut zu werden. Fortan konnte das Schiff neben 790 Passagieren auch bis zu 90 PKW befördern. Am 16. November 1965 wurde die Maori wieder in Dienst gestellt.
Am 27. März 1972 wurde das Schiff außer Dienst gestellt und in Wellington aufgelegt, jedoch von September bis Oktober 1972 erneut zwischen Wellington und Lyttelton eingesetzt. Am 16. Oktober 1972 absolvierte die Maori ihre letzte Fahrt für die Union Steam Ship Company und wurde anschließend zum Verkauf angeboten.
Nach zwei Jahren Liegezeit in Wellington ging das Schiff im Januar 1974 in den Besitz der Wiltopps Ltd. über, die eine Indienststellung zwischen Hongkong und Taiwan planten. Dies wurde jedoch nie verwirklicht. Stattdessen traf die Maori am 6. März 1974 in der Abwrackwerft von Yung Tai Steel & Iron in Kaohsiung ein. Der Abbruch des Schiffes begann im April 1974.